# Elena Zamolodchikova
Elena Mikhailovna Zamolodchikova, em russo:Елена Михайловна Замолодчикова, (Moscou, 19 de setembro de 1982), é uma ex-ginasta russa que competiu em provas de ginástica artística.
Elena é detentora de quatro medalhas olímpicas, sendo duas de ouro, conquistadas nos Jogos Olímpicos de Sydney, em 2000, Austrália. Em mundiais, Elena possui sete medalhas, conquistadas suas seis participações do evento.

## Carreira
Elena nasceu em Moscou, e começou na ginástica aos seis anos de idade. Seu pai, Mikhail Aleksandrovich, foi major da força armada russa, trabalhando no desastre do acidente de Chernobyl, acabou contaminado, vindo a falecer alguns dias antes do Campeonato Europeu de Paris, em 2000. Sua inspiração na ginástica, é a ginasta russa Svetlana Khorkina.
Em 1995, Elena fez sua estreia da internacional, representando a equipe russa, durante o Campeonato Europeu Júnior, onde saiu vitoriosa por equipes e no salto. No ano posterior, conquistou a medalha de ouro por equipes e a prata no salto, em mais uma edição do evento. Dois anos depois, participando do Campeonato Europeu de São Petersburgo, a ginasta conquistou a medalha de prata por equipes, e a quarta colocação no salto. No ano posterior, no Campeonato Mundial de Tianjin, a ginasta conquistou três medalhas: ouro no salto, prata por equipes e bronze no concurso geral. Em maio de 2000, competindo no Campeonato Europeu de Paris, Elena foi medalhista de ouro por equipes, prata no individual geral e salto, e bronze na trave de equilíbrio. No seguinte evento, os Jogos Olímpicos de Sydney, Elena ao lado de Elena Produnova, Svetlana Khorkina, Ekaterina Lobazniuk, Anastasiya Kolesnikova e Anna Chepeleva, conquistou a medalha de prata nos exercícios coletivos, sendo superada pela equipe romena. No evento geral individual, a ginasta terminou na sexta colocação. Nas seguintes finais, salto e solo, Elena conquistou o ouro em ambos os eventos.
Em 2001, participando do Campeonato Mundial de Gante, a ginasta saiu com a medalha de prata por equipes. Na edição grega do Campeonato Europeu, em 2002, Elena conquistou a medalha de ouro por equipes, e a quarta colocação no salto. Em 2003, no Campeonato Mundial de Anaheim, Elena foi medalhista de prata no salto, atrás da uzbeque Oksana Chusovitina. No ano posterior, no Campeonato Europeu de Amsterdã, Zamolodchikova foi prata no salto, e bronze por equipes e individual geral. Em sua segunda aparição olímpica, nos Jogos Olímpicos de Atenas, a ginasta ao lado de Liudimila Ezhova, Svetlana Khorkina, Maria Krioutchkova, Anna Pavlova e Natalia Ziganchina, conquistou a medalha de bronze por equipes, atrás da equipe americana e romena, prata e ouro, respectivamente. Na final de seu melhor aparelho, só terminou na quarta colocação. No Campeonato Mundial de Aarhus, em 2006, a ginasta foi terceira colocada nos eventos coletivos. Na edição seguinte, Elena classificou-se para a final por equipes e salto. Na final por equipes, um erro cometido pela ginasta Ekaterina Kramarenko, custou o título russo, terminando a competição na oitava colocação. Na final do salto, Elena cometeu erros, e terminou novamente na oitava colocação. Não conseguindo fazer parte da equipe olímpica que disputou os Jogos Olímpicos de Pequim, em 2008, Elena participou de etapas de Copa do Mundo, conquistando medalhas em seu principal aparelho. Em 2009, participou da Universíada de Belgrado, sendo medalhista de prata por equipes.
Após a realização do evento, Elena anunciou oficialmente sua aposentadoria do desporto, passando a dedicar-se à carreira de técnica da ginástica.

## Principais resultados
| Ano  | Evento                                    | AA                | Equipe            | Salto sobre o cavalo | Trave             | Barras assimétricas | Solo             |
| ---- | ----------------------------------------- | ----------------- | ----------------- | -------------------- | ----------------- | ------------------- | ---------------- |
| 1995 | Campeonato Europeu Júnior                 |                   | Medalha de ouro   | Medalha de ouro      |                   |                     |                  |
| 1996 | Campeonato Europeu Júnior                 | 5º                | Medalha de ouro   | Medalha de prata     |                   |                     | 8º               |
| 1998 | Campeonato Europeu                        |                   | Medalha de prata  | 4º                   |                   |                     |                  |
| 1999 | Campeonato Mundial de Ginástica Artística | Medalha de bronze | Medalha de prata  | Medalha de ouro      |                   |                     |                  |
| 2000 | Campeonato Europeu                        | Medalha de prata  | Medalha de ouro   | Medalha de prata     | Medalha de bronze |                     | 8º               |
| 2000 | Jogos Olímpicos                           | 6º                | Medalha de prata  | Medalha de ouro      |                   |                     | Medalha de ouro  |
| 2001 | Campeonato Mundial de Ginástica Artística |                   | Medalha de prata  |                      |                   |                     |                  |
| 2002 | Campeonato Europeu                        |                   | Medalha de ouro   | 4º                   |                   |                     |                  |
| 2003 | Campeonato Mundial de Ginástica Artística |                   |                   | Medalha de prata     |                   |                     |                  |
| 2004 | Campeonato Europeu                        | Medalha de bronze |                   | Medalha de prata     | 7º                |                     |                  |
| 2004 | Jogos Olímpicos                           |                   | Medalha de bronze | 4º                   |                   |                     |                  |
| 2005 | Campeonato Europeu                        |                   |                   | 5º                   |                   |                     | 8º               |
| 2005 | Campeonato Mundial de Ginástica Artística |                   |                   | 4º                   |                   |                     | 4º               |
| 2006 | Copa do Mundo - Stuttgart                 |                   |                   | Medalha de bronze    |                   |                     |                  |
| 2006 | Copa do Mundo - Cottbus                   |                   |                   | Medalha de prata     | 7º                |                     | Medalha de prata |
| 2006 | Copa do Mundo - São Paulo                 |                   |                   | Medalha de bronze    |                   |                     | 6º               |
| 2006 | Campeonato Mundial de Ginástica Artística |                   | Medalha de bronze |                      |                   |                     |                  |
| 2007 | Universíada                               |                   | Medalha de bronze | Medalha de bronze    |                   |                     |                  |
| 2007 | Campeonato Mundial de Ginástica Artística |                   | 8º                | 8º                   |                   |                     |                  |
| 2008 | Copa do Mundo - Madrid                    |                   |                   | 6º                   |                   |                     | 4º               |
| 2009 | Universíada                               |                   | Medalha de prata  |                      |                   |                     |                  |